# Туркменский геккон
Туркме́нский гекко́н, или туркме́нский тонкопа́лый гекко́н, или туркме́нский голопа́лый гекко́н (лат. Tenuidactylus turcmenicus), — вид пресмыкающихся из семейства гекконовые.

## Описание
Спинная сторона тела охристая, с пятью нечёткими буроватыми поперечными полосами на туловище и около десяти на хвосте. Брюшная сторона светлая, без пятен. Самцы крупнее самок. У самцов не менее 30 бедренных пор. Вытянутая вперёд вдоль тела передняя лапа достаёт концами пальцев до конца морды.

### Отличия от сходных видов
От длинноногого геккона, геккона Богданова и Tenuidactylus voraginosus отличается более крупными трёхгранными бугорками на спинной стороне тела, заходящими за пояс передних конечностей. От каспийского геккона отличается менее выраженным рисунком на голове и б́ольшим количеством бедренных пор. От туркестанского геккона — более контрастным рисунком спинной стороны тела с присутствующими тёплыми тонами, а также отсутствием крупных пирамидальных ребристых бугорков на задней боковой поверхности бедра.

## Распространение
Обитает на крайнем юго-востоке Туркмении (ущелье Пеленговели, урочище Агашлы, посёлок Чеменобид) и сопредельных территориях северного Афганистана. Известен единственный неподтверждённый экземпляр из Горгана (Иран).

## Охранный статус
Был внесён в Красную книгу СССР (категория III). В настоящее время внесён в Красную книгу Туркменистана как редкий вид (категория IV), представленный тремя изолированными популяциями.